# Microcyba tridentata
Microcyba tridentata là một loài nhện trong họ Linyphiidae.
Loài này thuộc chi Microcyba. Microcyba tridentata được Herman Theodor Holm miêu tả năm 1962.